# Jonathan Le Tocq
Jonathan Paul Le Tocq (ur. w 1964) – polityk baliwatu Guernsey (dependencja korony brytyjskiej). szef ministrów od 12 marca 2014. Nie należy do żadnej partii..